# Ulrich Ier de Weimar-Orlamünde
Pour les articles homonymes, voir Ulrich Ier.
Ulric Ier (en allemand : Ulrich I., connu également comme Odalric ou Udalrich), mort le 6 mars 1070, est comte de Weimar en Thuringe, fils de Poppo Ier. Il fut nommé margrave d'Istrie en 1044 et de Carniole en 1060.

## Biographie
Ulric est le fils de Poppo Ier, comte de Weimar, et d'Hadamut, fille du comte Werigand de Frioul, margrave d'Istrie. Après la mort de Werigand en 1012, son père a été nommé margrave d'Istrie puis, en 1040, de Carniole. Ulrich doit le succéder  à sa mort en 1044.
Le 31 juillet 1064, Henri IV, roi des Romains, donne un domaine in pago Histrie ... in comitatu Odalrici marchionis (« dans le pays d'Istrie ... dans le comté du margrave Ulric ») au prefato Odalrico marchioni (« préfet margrave  Ulric »). De nouveau le 5 mai 1067, Henri attribue un domaine  in pago Istria in marcha Odalrici marchionis (« dans la région d'Istrie dans la marche du margrave Ulric »), cette fois à l'Église de Freising.
Ulric, nommé Odalricus marchio Carentinorum (c'est-à-dire « Ulric, margrave des Carinthiens ») lors de sa mort, fut un loyal partisan de la dynastie franconienne et avec l'appui de ses beaux-frères hongrois Géza Ier et Ladislas Ier, il peut agrandir son margraviat (« Méranie ») jusqu'à Rijeka sur la baie de Kvarner, malgré la résistance des patriarches d'Aquilée et de la république de Venise.
Après sa mort en 1070, la marche d'Istrie est échue au comte Markwart d'Eppenstein.

## Union et postérité
Ulric épouse en 1062 la princesse Sophie de la dynastie des Árpád, fille du roi Béla Ier de Hongrie et de sa première femme, Richeza, fille de Mieszko II de Pologne. Sophie avait été fiancée à Guillaume de Weimar, margrave de Misnie, mais après sa mort prématurée en 1062 elle épouse finalement son neveu Ulrich à qui elle donne quatre enfants :
- Poppo II († 1098), margrave de Carniole en 1090 et margrave d'Istrie à partir de 1096 ;
- Ulrich II (†  1112), margrave d'Istrie en 1098 ;
- Richgarde, épouse le comte Ekkehard Ier de Scheyern ou son frère le comte Othon II ;
- Adélaïde, épouse d'abord Frédéric, Vogt de Ratisbonne, puis Udalschalk, comte dans le Lurngau.